# Hertfordshire Senior County League
Hertfordshire Senior County League är en engelsk fotbollsliga grundad 1898. Den har två divisioner Hertfordshire Senior County League Premier Division och Division One. Premier Division ligger på nivå 11 i det engelska ligasystemet. Ligan är en matarliga till Spartan South Midlands Football League.

## Mästare sedan 2001
| Säsong  | Premier Division           | Division One                     |
| ------- | -------------------------- | -------------------------------- |
| 2000-01 | Oxhey Jets                 | Hatfield Town                    |
| 2001-02 | Oxhey Jets                 | Hadley                           |
| 2002-03 | Oxhey Jets                 | Hatfield Town                    |
| 2003-04 | Hadley                     | Whitewebbs                       |
| 2004-05 | Hadley                     | Buntingford Town                 |
| 2005-06 | Whitewebbs                 | Standon & Puckeridge             |
| 2006-07 | Whitewebbs                 | Park Street Village              |
| 2007-08 | Hatfield Town              | Baldock Town                     |
| 2008-09 | Metropolitan Police Bushey | Cuffley                          |
| 2009-10 | London Lions FC            | Letchworth Garden City Eagles FC |
| 2010-11 | Hinton                     | Goffs Oak FC                     |
| 2011–12 | Baldock Town FC            | Whitwell                         |
| 2012–13 | Metropolitan Police Bushey | Aslan                            |
| 2013–14 | Bedmond Sports & Social    | Hatfield Social                  |

### Webbkällor
Den här artikeln är helt eller delvis baserad på material från engelskspråkiga Wikipedia, Hertfordshire Senior County League, 4 maj 2015.